# Prachtbarbeel
De prachtbarbeel (Puntius conchonius) is een subtropische zoetwatervis.
De prachtbarbeel komt voor in India, in de provincies Assam, Ganges en Punjab. Het lichaam is vrij hoog en enigszins zijdelings samengedrukt.
De rug is olijfgroen tot aan een derde van de zijflank. Van daaruit gaat de kleur verder naar de buik over in roze-rood bezet met diamantachtige flonkeringen. Prachtbarbelen worden maximaal ca. 13 cm lang.

## Aquarium
De prachtbarbeel is een geschikte aquariumvis. Hij is niet agressief, maar hij kan weleens ruw zijn waardoor andere vissen zich gaan verschuilen. Het best kunnen ze worden gehouden in scholen van minstens vijf vissen.  Prachtbarbelen hebben gevarieerd voedsel nodig en zijn niet kieskeurig. Af en toe een blaadje sla is aan te bevelen. De temperatuur moet ca.  22-24 °C zijn en de pH 6-7.
Hij bevolkt de middelste en onderste waterlagen.
1. ↑  (en) Prachtbarbeel op de IUCN Red List of Threatened Species.